# 賣權
，又被稱為看跌期权，是選擇權的一種。

## 買方與賣方
在選擇權市場中，買權與賣權都會分別產生買方與賣方。以賣權而言，可分为買進賣權（buy a put option）和賣出賣權（sell a put option)。
賣權的買方有權在到期日或之前以約定價格（履約價）賣出標的資產（如特定大宗物資或金融商品）的權利，但非義務。買進賣權將賦予交易人在市場價格跌幅越大時獲取越多的利潤，因此又被稱為是「看跌」。
相對的，賣權的賣方若在選擇權到期時被買方執行，賣方將有義務以履約價將商品或金融工具向買方買入。不過相對的，在一開始交易的時候，買方即為此權利支付一筆費用（即權利金）。因此，若買方在選擇權到期時不執行，賣方將獲得所有權利金的收入。
與賣方相比，選擇權買方的優勢在於，選擇權持有人的損失風險僅限於所支付的權利金（風險有限、獲利無限），而賣方的損失風險是無限的（獲利有限、風險無限）。若遇到市場發生異常事件時，可能造成損失遠大於交易人投入的資金（如0206選擇權大屠殺）。